# Anne Donovan
Anne Theresa Donovan, más conocida como Anne Donovan, (Ridgewood, Nueva Jersey; 1 de diciembre de 1961-13 de junio de 2018) fue una jugadora y entrenadora de baloncesto estadounidense. Con una dilatada carrera tanto como jugadora como entrenadora, consiguió para Estados Unidos seis medallas entre Mundiales y Juegos Olímpicos, cuatro como jugadora y dos como seleccionadora.
Falleció el 13 de junio de 2018 a causa de una insuficiencia cardíaca.

## Trayectoria
- Universidad de Old Dominion (1989-1995) (Ayudante)
- Universidad de East Carolina (1995-1998)
- Estados Unidos (1998-2004), (Ayudante)
- Philadelphia Rage (1998)
- Indiana Fever (2000)
- Charlotte Sting  (2001-2002)
- Seattle Storm (2003-2007)
- Estados Unidos (2006-2008)
- New York Liberty (2009), (Ayudante)
- New York Liberty (2009-2010)
- Universidad de Seton Hall (2010-2013)
- Connecticut Sun (2013-2015)

## Muerte
Donovan murió el 13 de junio de 2018 de insuficiencia cardíaca congestiva en Wilmington, North Carolina. Tenía 56 años.